# Sidoine Benoît
Pour les articles homonymes, voir Benoît.
Sidoine Benoît est un moine cuisinier de l’Abbaye aux Hommes de Caen (Calvados) au XIe siècle ou bien au XIVe siècle auquel on attribue la paternité des tripes à la mode de Caen,.